# František Alois z Lambergu
František Alois z Lambergu, též z Lamberka (německy Franz Alois von Lamberg, 28. září 1692 Linec – 6. října 1732 Ardagger) byl česko-rakouský šlechtic z rodu Lambergů. Sloužil jako pomocný biskup v Pasově.

## Život
František Alois Ignác Václav, říšský hrabě z Lambergu, svobodný pán z Orteneggu a Ottensteinu, byl devatenáctým a posledním dítětem císařského diplomata, hraběte, pozdějšího knížete Františka Josefa z Lambergu(-Steyru) (1637–1712) a jeho manželky hraběnky Anny Marie z Trauttmansdorffu († 21. dubna 1727).
Nastoupil duchovní dráhu a v roce 1709 stal se kanovníkem v Pasově, po svém bratrovi Janu Ferdinandovi, jenž se tohoto úřadu vzdal. Po návratu ze studií teologie v Římě se v roce 1713 stal kanonovníkem také v Salcburku. 
25. května 1727 byl v Pasově vysvěcen na kněze. 19. listopadu 1725, po smrti svého příbuzného a předchůdce Jana Raimunda z Lambergu, jej jeho bratr, pasovský kníže-biskup Josef Dominikus z Lambergu, jmenoval svým pomocným biskupem pro Dolní Rakousy a 8. ledna 1726 ho v Pasově vysvětil na biskupa v Nilopoli. 
V roce 1726 mu jeho bratr předal farnost Tulln na Dunaji, bohaté beneficium, na které Lamberg povolal vikáře, a v roce 1729 bohaté proboštství Ardagger u Greinu. 
Od roku 1728 až do své smrti v roce 1732 působil Lamberg jako bratrův oficiál a generální vikář pro Dolní Rakousy (se sídlem v Maria Stiegen ve Vídni).
František Alois z Lambergu zemřel 6. října 1732 v Ardaggeru ve věku pouhých 40 let a byl pohřben v tamním kolegiátním kostele. Jeho nástupcem se stal Arnošt Gottlieb z Attemsu jako generální vikář pro Dolní Rakousko a pomocný biskup.